# FAM132A
FAM132A‏ (C1q and TNF related 12) هوَ بروتين يُشَفر بواسطة جين FAM132A في الإنسان.